# Acanthisittidae
Acanthisittidae é uma família de aves da ordem Passeriformes endêmica da Nova Zelândia. Inclui aves de tamanho pequeno, bico pontiagudo, asas arredondadas e cauda curta.
A taxonomia das aves desta família têm estado sobre considerável debate deste a sua descoberta, embora elas sejam reconhecidas numa família distinta já há longa data. Na década de 1880, Henry Ogg Forbes classificou estas aves como relacionados aos suboscines (cotingas e pitas), dando a família o nome de Xenicidae. Na década de 1970, Charles Sibley e colaboradores as classificou como sendo oscines, mas na década de 1980, através da técnica de hibridização de DNA-DNA, sugeriu que a família fosse o clado irmão dos suboscines (Tyranni) e oscines (Passeri).